# Бусыгин, Михаил Иванович
Михаи́л Ива́нович Бусы́гин (15 марта 1931, дер. Крутая Ирбитского района Свердловской области — 6 декабря 2016, Москва, Россия) — советский государственный деятель; министр лесной, целлюлозно-бумажной и деревообрабатывающей промышленности СССР, министр лесной промышленности СССР (1982—1989).

## Биография
Родился в крестьянской семье. В годы Великой Отечественной войны вместе с другими школьниками трудился на производстве, за что был награжден медалью «За доблестный труд в Великой Отечественной войне». Затем некоторое время работал приёмщиком леса, через год поехал учиться в Ирбитский мотоциклетный техникум, где получил специальность «инструментальное производство».
Трудовую деятельность начал в 1950 году техником-конструктором технического отдела Ирбитского автоприцепного завода, где его избрали в состав комитета комсомола и одновременно заместителем секретаря комитета комсомола на общественных началах. В 1951 году он поступил на заочное отделение Уральского лесотехнического института, на втором курсе перевёлся на очное отделение.
Студентом последнего курса уже имел приглашение на работу на должность начальника механического цеха Ижевского ремонтно-механического завода, где во время учебы проходил практику. Но за четыре месяца до защиты диплома в институт приехала комиссия военных из Министерства среднего машиностроения, по решению которой он был направлен в город Боровск Молотовской области, где его назначили главным механиком стройки предприятия «почтовый ящик 8». Через год он стал главным инженером, а ещё через два года — начальником комбината.
В 1960 году два города – Боровск и Соликамск объединили в один. Вместо двух существовавших горкомов и райкомов КПСС создали один, а Бусыгина избрали первым секретарём. Через два года работы в должности первого секретаря он был направлен на Соликамский целлюлозно-бумажный комбинат, на котором, под его руководством была завершена реконструкция.
В апреле 1968 года было образовано Министерство целлюлозно-бумажной промышленности, в котором он был назначен начальником главного управления проектирования и капитального строительства, членом коллегии министерства.
Одновременно он поступил в заочную аспирантуру Ленинградской лесотехнической академии и в 1972 году защитил кандидатскую диссертацию на тему «Экономическая эффективность капитальных вложений в целлюлозно-бумажной промышленности».
В 1980 году вышло постановление Совета Министров СССР об объединении министерств лесной, целлюлозно-бумажной и деревообрабатывающей промышленности, в котором он был назначен первым заместителем министра. Спустя два года Указом Президиума Верховного Совета СССР он был утвержден министром лесной, целлюлозно-бумажной и деревообрабатывающей промышленности СССР. В 1988 году его ведомство было переименовано в Министерство лесной промышленности СССР.
В 1989 году освобождён от занимаемой должности, став персональным пенсионером союзного значения.
Кандидат в члены ЦК КПСС (1986—1990). Депутат Совета Национальностей Верховного Совета СССР 11 созыва (1984—1989) от РСФСР
В последние годы жизни являлся председателем правления Внешнеэкономической ассоциации «Внешлес», вице-президентом Союза лесопромышленников и лесоэкспортёров России.
Похоронен в Москве на Троекуровском кладбище.

## Награды
Награждён двумя орденами Ленина (1966, 1981), орденами Трудового Красного Знамени (1971), «Знак Почёта» (1962), знаком отличия «За заслуги перед Иркутской областью» (2006), советскими, российскими и зарубежными медалями.

## Память
Средней общеобразовательной школе № 8 города Усть-Илимска присвоено имя М. И. Бусыгина.